# شركة الدهانات الآسيوية
شركة الدهانات الآسيوية المحدودة هي شركة دهانات هندية متعددة الجنسيات ، يقع مقرها الرئيسي في مومباي ، ماهاراشترا ، الهند .  تعمل الشركة في مجال تصنيع وبيع وتوزيع الدهانات والطلاء والمنتجات المتعلقة بالديكور المنزلي وتركيبات الحمامات وتقديم الخدمات ذات الصلة.
شركة الدهانات الآسيوية هي أكبر شركة دهانات في الهند من حيث حصتها في السوق.    هي الشركة القابضة لشركة دهانات برجر الدولية .  تشمل عمليات التصنيع للشركة 15 دولة في العالم بما في ذلك الهند ، مع وجود كبير في شبه القارة الهندية والشرق الأوسط . 
| S. لا.  | بلدان                    | عدد المصانع | الموقع / العلامة التجارية العاملة |
| ------- | ------------------------ | ----------- | --------------------------------- |
| 1       | الهند                    | 10          |                                   |
| 2       | سيريلانكا                | 2           | طريق الدهانات الآسيوية            |
| 3       | نيبال                    | 2           | دهانات آسيوية                     |
| 4       | بنغلاديش                 | 1           | دهانات آسيوية                     |
| 5       | إندونيسيا                | 1           | دهانات آسيوية                     |
| 6       | فيجي                     | 1           | أبكو للطلاء وتوبمانز              |
| 7       | جزر ساموا                | 1           | توبمانز                           |
| 8       | فانواتو                  |             | أبكو كواتينجس                     |
| 9       | جزر سليمان               |             | أبكو كواتينجس                     |
| 10      | سلطنة عمان               | 1           | اسيان بينتس برجر                  |
| 11      | البحرين                  | 1           | اسيان بينتس برجر                  |
| 12      | الإمارات العربية المتحدة | 1           | اسيان بينتس برجر                  |
| 13      | مصر                      | 2           | سكيب للدهانات                     |
| 14      | أثيوبيا                  | 3           | دهانات كاديسكو الاسيوية           |
| المجموع | المجموع                  | 26          |                                   |